# Neftenbach
Neftenbach is een gemeente en plaats in het Zwitserse kanton Zürich, en maakt deel uit van het district Winterthur.
Neftenbach telt 4612 inwoners.

## Geboren
- Manuel Akanji (1995), voetballer